# Brown-brown
Brown-brown é uma mistura de cocaína e pólvora sem fumaça. A pólvora tem o objetivo de criar uma vasodilatação e permitir que a cocaína circule de forma mais intensa pela corrente sanguínea. Terá sido dada a crianças-soldado em conflitos armados na África Ocidental.

## Cultura popular
O brown-brown foi retratado no filme O Senhor das Armas, com Nicolas Cage, em uma cena que Yuri Orlov - desolado pelo assassinato que cometeu contra seu arqui-inimigo - faz uso da substância e vaga alucinado e sem rumo pelas ruas de um bairro da Libéria.